# 貝瑞塔獵豹半自動手槍
貝瑞塔80「猎豹」（英語：Beretta 80 Series 'Cheetah'，亦因最初型號的名字而被稱為“81系列”）是一系列由意大利槍械製造商貝瑞塔所研製及生產的緊湊型系列反沖作用操作設計的半自動手槍，從1976年開始推出，發射.32 ACP（7.65×17毫米白朗寧短彈，81型、82型）、.380 ACP（9×17米白朗寧短彈，83型、84型、85型、86型）和.22 LR（87型、87靶子型、89型）口徑手枪子彈。
2013年，美國貝瑞塔停止獵豹的進口，然而它仍然是在歐洲意大利貝瑞塔網站當前可提供的型號。

## 型號

### 81型和82型
這兩種型號發射.32 ACP（7.65×17毫米白朗寧SR）口徑手枪子彈。81型具有12發容量的可拆卸式雙排彈匣，而82型則是9發容量的可拆卸式單排彈匣（因此使用一個較薄的握把）。

### 83型、84型和85型
這些型號發射.380 ACP（9×17毫米白朗寧短彈）口徑手枪子彈。彈匣容量最大的84型具有13發容量的可拆卸式雙排彈匣，而83型和85型則分別是7發和8發容量的可拆卸式單排彈匣（因此使用一個較薄的握把）。84型和85型使用一根97毫米（3.82英吋）的槍管，而83型則是102毫米（4.02英吋）的槍管。

### 86型
86型也是發射.380 ACP（9×17毫米白朗寧短彈）口徑手枪子彈，但明顯從該系列的其他型號有所不同，因為它的前端具有一個重新設計的翻起式槍管，關鍵在於藉由槍口铰链打開後膛。這使得射手可以直接向膛室裝填子彈，而不必操作套筒。

### 87型
87型有兩種不同的版本、也是發射.22 LR口徑子彈。標準型號類似於其他型號，但87靶子型具有一根較長的槍管和套筒，可以裝上光學瞄準鏡，而且使用扳機純單動操作扳機（SAO）。

### 89型
89型也是發射.22 LR口徑子彈，設計用於競賽和距離培訓，具有輕量型底把和符合人體工程學的握把。

## 版本
81型至87型之間有五個版本。81型、82型、84型和85型提供的每個版本的特徵都有一致性的（即是81FS型、82FS型、84FS型和85FS型都具有類似的功能）。但這在83型、86型、87型和89型上卻不符合，也就是並非製作其所有的版本。

### 基本版本（沒有字母後綴）
81型至87型的基本版本具有一個很著名的圓形扳機護環，和通常比後續版本較少的保險功能。保險是左右兩手非常靈巧，安裝在底把以上的設計。底把為鋁合金製、套筒則是烤藍钢製，最後標準握把就是木製。

### B版本
81型、82型、84型和85型的B版本中導入了自動撞針保險、縮短型抽殼鈎以及開槽型前部及後部防滑紋。

### BB版本
81型、82型、84型和85型的BB版本中在套筒上具有更多鋸齒型防滑紋、具有白點的片狀照門以及其他微妙的變化。

### F版本
81型、82型、84型和85型的F版本中導入了“戰鬥”型的方形前端扳機護圈讓手指保持位置、塑料握把、一個專有的“Bruniton”表面處理、鍍鉻槍管和膛室以及相結合的保險及待擊解脫桿。

### FS版本
目前生產的.32 ACP和.380 ACP口徑猎豹手槍型號都是FS版本（例如81FS型）。在81型、82型、84型和85型以上都包括在F版本以上所不可見的不定期檢查期間的內部改進。
近期（2014年至2015年）84FS型和85FS型二款.380 ACP型號都已經在美國面世並且可以出售。他們偶爾可以使用Bruniton和鍍光亮镍這種表面處理。

## 白朗寧BDA 380和FN 140 DA
從1977年到1997年間，貝瑞塔建製了白朗寧BDA 380，這事實上是84BB型，但具有標準型拋殼口（而非開放式套筒）、安裝在套筒的待擊解脫桿和棘輪型擊錘。至2000年恢復生產，至今（2015年）仍然繼續進行。在這兩個時期提及的貝瑞塔也生產了FN140 DA，這等同於BDA 380除了將標記由原來的“白朗寧”改為“法布里克國民”的版本。140 DA也生產了其.32 ACP口徑版本。

## 使用國
- 阿尔及利亚
- 比利时
- 法國
- 義大利
- ：自2007年以來成為私人保安公司的制式手槍。[5]
- 利比亞
- 斯洛維尼亞
- 土耳其
- 美国
- 乌拉圭
- 委內瑞拉

## 圖集

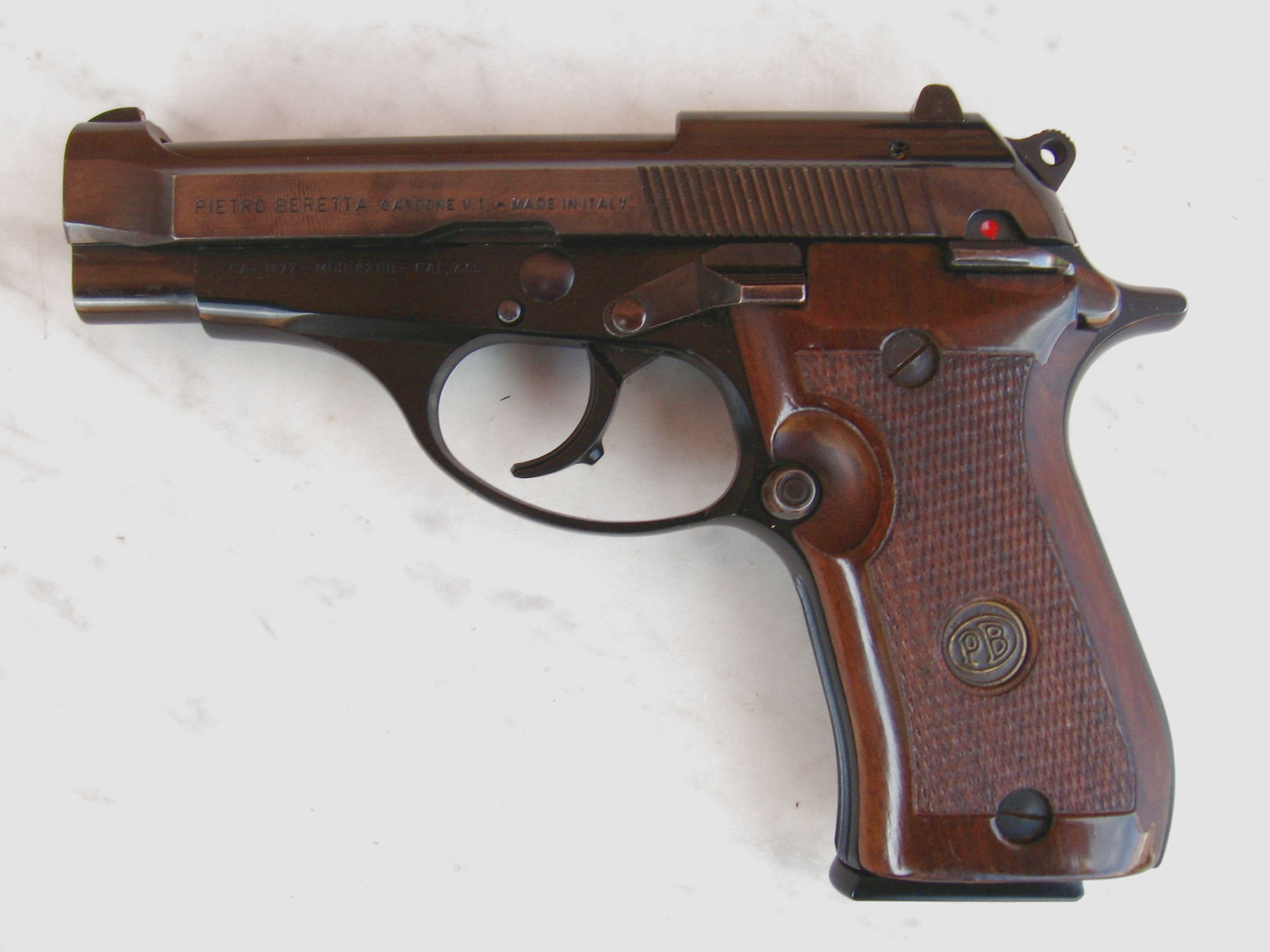
貝瑞塔82BB型
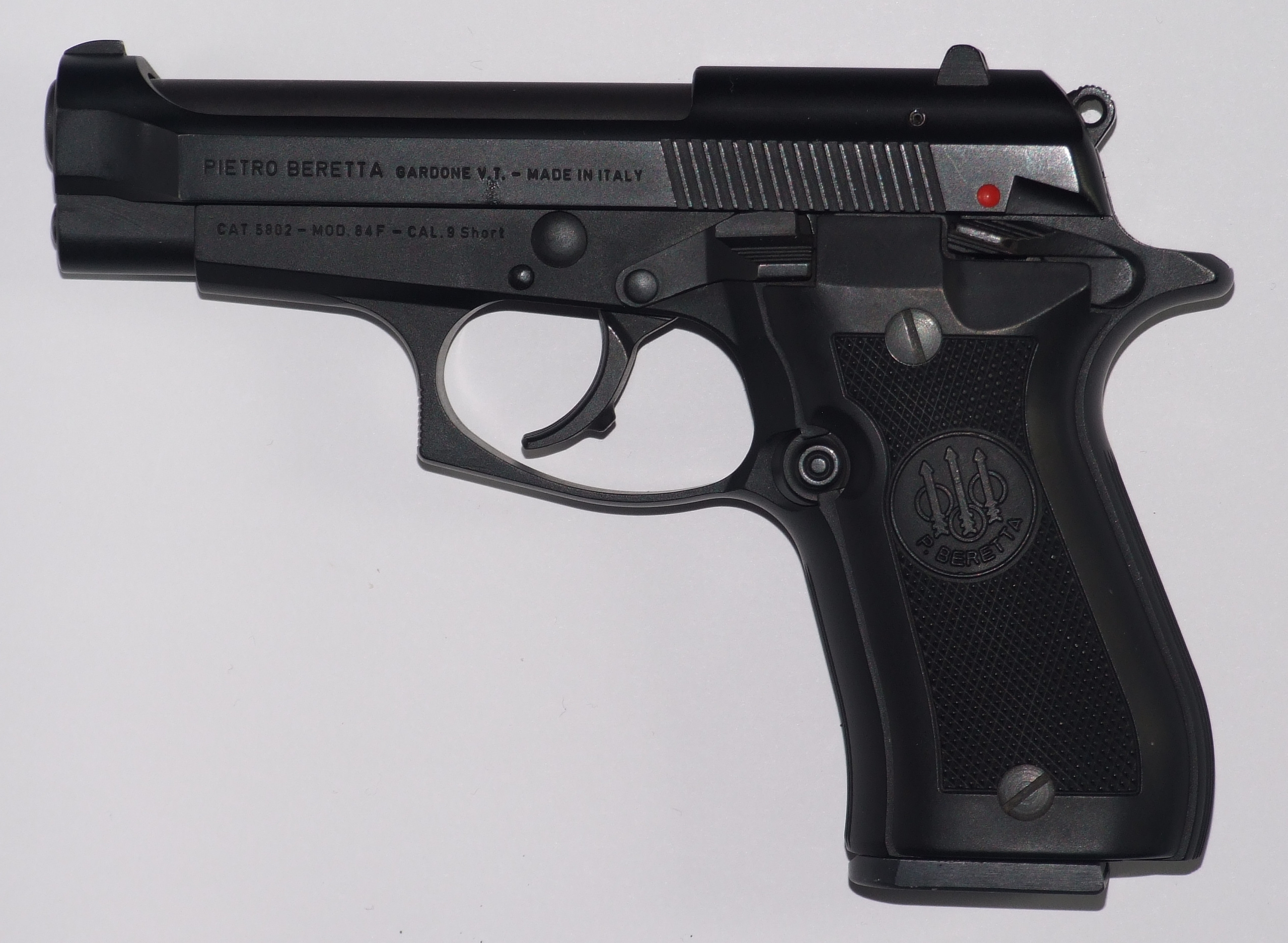
貝瑞塔84F型
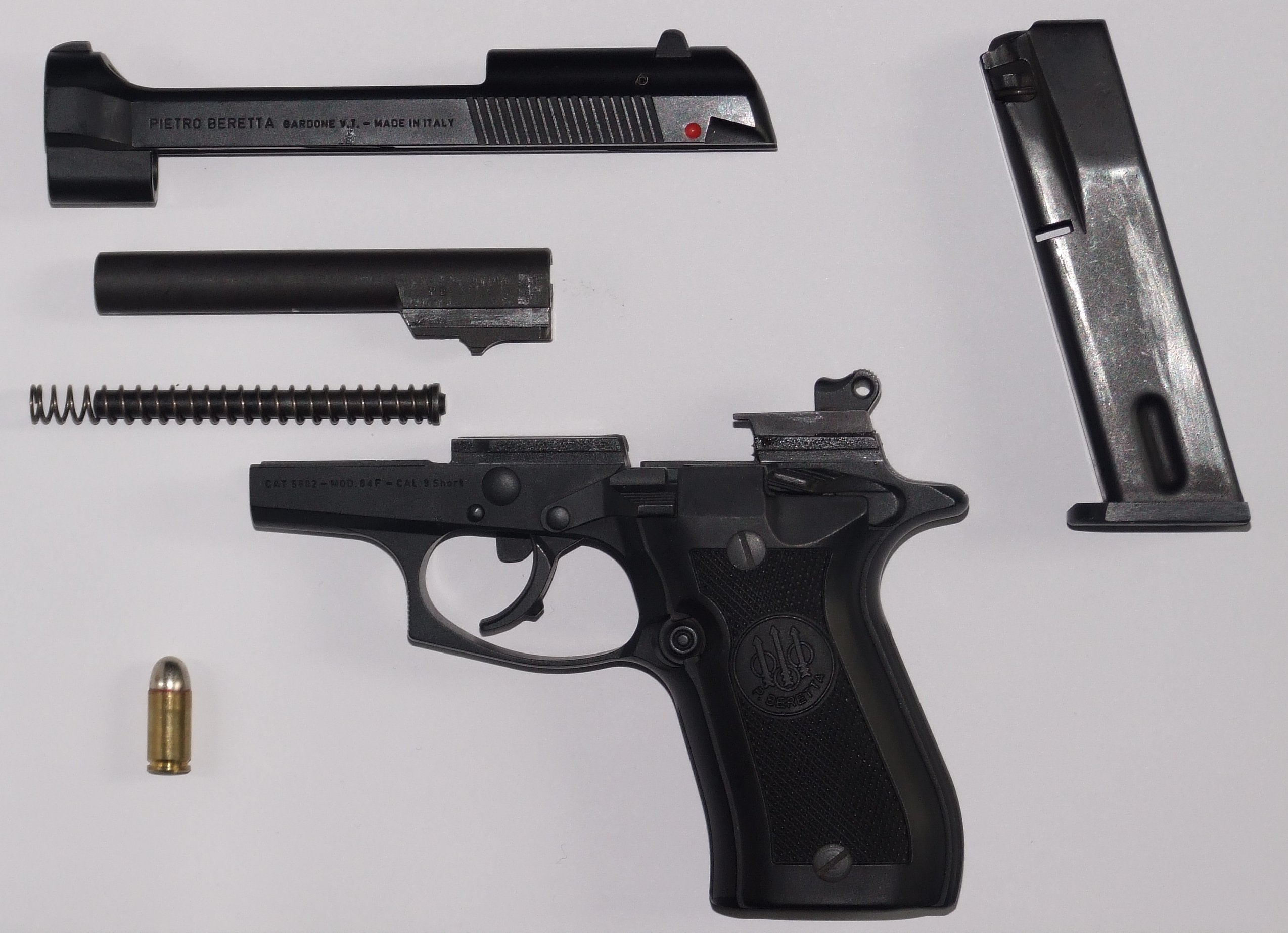
貝瑞塔84F拆卸以後
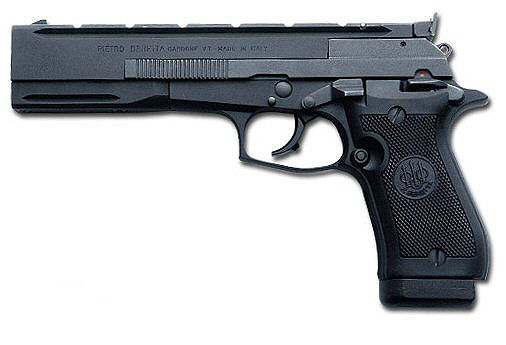
貝瑞塔87靶子型

## 資料來源
1. ↑  .   [2016-01-19]. （原始内容存档于2021-01-18）.
2. ↑  .   [2016-01-19]. （原始内容存档于2020-01-30）.
3. ↑   (PDF).   [2016-01-19]. （原始内容存档 (PDF)于2020-09-24）.
4. ↑  .   [2011-07-02]. （原始内容存档于2011-07-06）.
5. ↑  "Регистрационный номер: 3.1/003 Пистолет служебный BERETTA - 84"
Постановление Правительства Республики Казахстан № 1305 от 28 декабря 2006 года "Об утверждении Государственного кадастра гражданского и служебного оружия и патронов к нему на 2007 год"

## 外部連結
- （英文）—Beretta 89 （页面存档备份，存于） Instruction Manual in English
- （英文）—Beretta Web—THE BERETTA ' 80 ' Series （页面存档备份，存于）
  - BERETTA mod. 86 "Tip-Up Barrel" （页面存档备份，存于）
  - 89 Standard （页面存档备份，存于）